# 叶夫根尼·米哈伊洛维奇·茹科夫
叶夫根尼·米哈伊洛维奇·茹科夫（俄语：Евге́ний Миха́йлович Жу́ков，1907年10月10日（23日）—1980年3月9日），是苏联的历史学者，苏联科学院院士，《苏联历史百科全书》的主编。

## 生平
1907年，出生。
1929年，毕业于列宁格勒师范学院，任列宁格勒东方学院、国立列宁格勒大学老师。
1939年，任苏联学院历史研究所高级研究员。
1941年，入党。
1943年，任苏联科学院太平洋研究所所长。
1946年，任苏共中央社会科学院教研室主任。
1950年，任苏联大百科全书主编委员会委员。
1954年，任苏联科学院历史研究所副所长。
1980年，去世。

## 作品
- 《日本史》（1939年）
- 《亚洲和非洲的民族》
- 《列宁和当代科学》